# Худжанд (аэропорт)
Международный аэропорт «Худжа́нд» (тадж. Фурудгоҳи байналмилалии «Хуҷанд») — международный аэропорт в семи километрах к юго-востоку от города Худжанда, в южной части небольшого Бустона,  города-спутника Худжанда. 
Один из четырёх международных аэропортов Таджикистана, второй по загруженности аэропорт страны после международного аэропорта «Душанбе».

## Общая информация
В основном используется гражданской авиацией (пассажирское и грузовое авиасообщение), также временами используется в качестве военного аэродрома вооруженными силами Республики Таджикистан. Один из двух главных хабов авиакомпаний Somon Air и Tajik Air, а также для остальных авиакомпаний страны (East Air, Asia Airways, Asian Express Airline, Somon air).
Находится на высоте 436 метров над уровнем моря. Имеет одну взлетно-посадочную полосу длиной 3,200 метров. Построен и открыт в советские годы, статус международного аэропорта получил после завершения гражданской войны в Таджикистане. Способен принимать самолёты всех типов, а также вертолётов.

## Авиакомпании и направления на 2019 год
В списке приведены лишь регулярные рейсы. Не указаны чартерные, сезонные и грузовые рейсы.